# 安德里亚·艾伦
安德里亚·艾伦（英語：Andrea Allan，1946年11月18日—）是一位苏格兰演员。她在1960年代和1970年代演过不少英国电影。
他在包括Carry On系列电影：Carry on Spying和Carry on Cowboy中出现，他也演了不少电视剧，比如Gideon's Way、不明飞行物、太空：1999、Thriller和Jason King。